# Débats télévisés du premier tour de l'élection présidentielle française
Les débats télévisés du premier tour de l'élection présidentielle française sont des événements politiques et médiatiques des élections présidentielles françaises sous la Cinquième République.

## Débats de l'élection présidentielle de 2017

### Débat du 20 mars 2017
- Protagonistes : François Fillon, Benoît Hamon, Marine Le Pen, Emmanuel Macron et Jean-Luc Mélenchon.
- Diffuseurs : TF1, LCI et France 24
- Présentateurs : Gilles Bouleau et Anne-Claire Coudray.
- Réalisateur : Tristan Carné.
- Audience (France uniquement) : 9,8 millions de téléspectateurs[1].

Pour la première fois en France, les cinq premiers candidats dans les sondages de l'élection présidentielle sont invités à débattre en direct sur TF1 et LCI, ainsi que France 24 (en français et traduit en arabe et en anglais).
D'une durée d'un peu plus de 3 heures, après une introduction dans laquelle les candidats ont défini le président qu'ils seront, le débat est divisé en trois thèmes :
- le modèle de société (comprenant des questions, entre autres, sur les institutions, la sécurité, l'immigration, l'identité et l'écologie) ;
- le modèle économique (le travail, le commerce international, la protection sociale et la fiscalité) ;
- la place de la France dans le monde (la géopolitique, l'Europe, le terrorisme ou encore les frontières)[3],[4].

Les cinq candidats ont eu 2 min pour répondre à chaque question ; au bout de 1 min 30 s, leurs adversaires ont toutefois pu les interpeller.
Un des moments marquants du débat fait suite à la question de Marine Le Pen à Emmanuel Macron : « Alors que pensez-vous du burkini ? », à laquelle l'intéressé répond « Vous mentez aux Français en déformant la vérité Madame Le Pen ».

### Débat du 4 avril 2017
- Titre : Elysée 2017 : Le Grand Débat
- Protagonistes : Nathalie Arthaud, François Asselineau, Jacques Cheminade, Nicolas Dupont-Aignan, François Fillon, Benoît Hamon, Jean Lassalle, Marine Le Pen, Emmanuel Macron, Jean-Luc Mélenchon et Philippe Poutou.
- Diffuseurs : BFM TV, CNews et RMC.
- Présentateurs : Ruth Elkrief et Laurence Ferrari.
- Réalisateur : Jérôme Revon.
- Audience (France uniquement) : 6,3 millions de téléspectateurs[7].

Tout comme celui du 20 mars 2017, ce débat est un événement inédit : pour la première fois en France, l'ensemble des candidats à l'élection présidentielle se retrouve à débattre en direct. Il est diffusé sur BFM TV et CNews pour la télévision et RMC pour la radio. La présentation est effectuée par deux éditorialistes de chacune des chaînes d'information de la TNT diffusant le débat : Ruth Elkrief pour BFM TV, Laurence Ferrari pour CNews.
D'une durée d'un peu moins de 4 heures, chacun des candidats s'est initialement présenté pendant 1 min avant le début du débat, divisé autour de quatre grandes questions :
- Comment créer des emplois ?
- Comment protéger les Français ?
- Comment moraliser la vie politique ?
- Comment mettre en œuvre votre modèle social ?

Les candidats ont eu 1 min 30 s pour répondre à chaque question puis 1 min pour leur conclusion.

### Débat annulé du 20 avril 2017
Jean-Luc Mélenchon et Emmanuel Macron ont indiqué à la suite du premier débat télévisé du 20 mars 2017 qu'ils ne voyaient pas d'utilité dans l'organisation d'un débat « de dernière minute » avec les 11 candidats à l'élection, remettant en cause leur participation au troisième débat.
Saisi par Emmanuel Macron, le Conseil supérieur de l'audiovisuel a également exprimé des réserves quant à la date choisie par France Télévisions pour la tenue du débat. En effet, elle serait trop proche de la période de réserve de 24 heures qui précède la date du premier tour de l'élection au cours duquel les candidats et leur soutien ont l'obligation de ne pas s'exprimer dans les médias. Un candidat qui aurait été mis en cause au cours du débat organisé par France Télévisions n'aurait pas le temps nécessaire pour répondre aux accusations ou aux polémiques dont il aurait fait l'objet. La chaîne a indiqué qu'elle s'engageait à offrir un droit de réponse sur ses antennes à tout candidat mis en cause le lendemain du débat.
Le 5 avril 2017, la chaîne France 2 annonce qu'elle renonce à organiser ce débat, préférant proposer à chacun des onze candidats une série d'entretiens de 15 minutes face à Léa Salamé et David Pujadas, qui sont diffusés à la même date du 20 avril,.

## Débats de l'élection présidentielle de 2022

### Débat du 10 mars 2022
- Titre : Le face à face
- Protagonistes : Valérie Pécresse et Éric Zemmour.
- Diffuseur : TF1 (20h20-20h45) et LCI (20h20-21h41).
- Présentateur : Ruth Elkrief et Gilles Bouleau.
- Réalisateur : Pierre-Dominique Trioulaire.
- Audience (France uniquement) : 5,06 millions de téléspectateurs (TF1), 1,36 million de téléspectateurs (LCI, 20h45-21h41)[13]

Le premier débat de la campagne doit voir s'opposer la candidate soutenue par Les Républicains Valérie Pécresse à Éric Zemmour, président de Reconquête. Les deux sont alors au coude à coude avec Marine Le Pen et Jean-Luc Mélenchon dans les sondages pour accéder au second tour, loin derrière le président sortant Emmanuel Macron.
Le débat, d'une durée prévue d'1 heure 30, doit porter sur l'insécurité, l'immigration et l'économie. Il doit avoir lieu sous réserve de l'actualité internationale et tout particulièrement de l'invasion de l'Ukraine par la Russie, débutée le 24 février précédent.